# Transfiguratiekathedraal (Dnipro)
De Transfiguratiekathedraal (Oekraïens: Спасо-Преображенський кафедральний собор) is de belangrijkste orthodoxe kerk in de Oekraïense stad Dnipro.

## Geschiedenis
Prins Grigori Potjomkin wilde van de te bouwen kerk een van de spirituele centra van Nieuw-Rusland maken. De Russische architect Ivan Starov legde Potjomkin zijn ontwerpen van een Romeinse basiliek voor. De eerste steen werd gelegd in 1786 door Catharina II en de Rooms-Duitse keizer Jozef II, een gebeurtenis die werd beschreven in de memoires van de Franse diplomaat Louis-Philippe de Ségur. De bouw van de kerk werd echter uitgesteld wegens geldgebrek door het uitbreken van de Russisch-Turkse Oorlog (1787-1792). In het begin van de 19e eeuw werden de plannen van Potemkin weer uit de kast gehaald en herzien door Armand-Emmanuel du Plessis. Pas in 1830 werd de bouw van de kerk weer opgepakt, maar uitgevoerd op een kleinere schaal dan oorspronkelijk het plan was. De wijding van de kathedraal vond plaats in 1835. Het ontwerp wordt toegeschreven aan Andrejan Zacharov, voornamelijk op grond van de gelijkenis met Zacharov's Andreaskathedraal in Kronstadt. In 1888 beschadigde een aardbeving de kerk.

## Sovjet-periode
De kerk werd voor de gelovigen gesloten in 1930. Aanvankelijk was men van plan de kathedraal op te blazen, maar de historicus Dmitri Ivanovitsj Javornitski kwam met het plan om de kathedraal te bestemmen tot Museum van het Atheïsme. In het museum werden evenwel oude iconen tentoongesteld en het is dankzij deze redding dat ook de oude iconostase nog bestaat. Tijdens de Duitse bezetting werd de kathedraal weer tijdelijk geopend voor de eredienst. In de voormalige kerk was na een restauratie in de periode van 1975-1988 een Museum van Religie en Atheïsme gevestigd. Na de oorlog werd de kerk weer toegewezen aan een bedrijf.

## Heropening
In de jaren 90 woedde er tussen de orthodoxe kerken een strijd over de vraag aan welke denominatie de kerk na de jarenlange onttrekking zou toevallen. De kerk werd uiteindelijk toegewezen aan de Oekraïens-orthodox Kerk onder het patriarchaat van Moskou.